# Gynodiastylis sulcata
Gynodiastylis sulcata är en kräftdjursart som beskrevs av Francis Day 1980. Gynodiastylis sulcata ingår i släktet Gynodiastylis och familjen Gynodiastylidae. Inga underarter finns listade i Catalogue of Life.